# Microsoft Store (digital)
A Microsoft Store (anteriormente Windows Store, antes de abril de 2017) é uma plataforma de distribuição digital para o Microsoft Windows. Iniciou-se como uma loja de aplicativos para o Windows 8 e o Windows Server 2012 como a principal maneira de distribuição de aplicativos da Plataforma Universal do Windows (UWP). Com o Windows 10, entretanto, a Microsoft mesclou suas outras plataformas de distribuição (Windows Marketplace, Windows Phone Store, Xbox Video e Xbox Music) na Microsoft Store, fazendo dela um ponto unificado de distribuição para apps, vídeo digital, música digital e e-book.
Segundo a Microsoft, tal como em 28 de setembro de 2015, havia cerca de 669.000 aplicativos disponíveis na loja, que inclui aplicações para o Windows NT, Windows Phone, e aplicativos UWP, que funcionam em ambas as plataformas. As categorias que contém um grande quantidade de aplicativos são "Jogos", "Entretenimento", "Livros e Referência" e "Educação". A maioria dos desenvolvedores de aplicativos têm apenas um app. Tanto os apps gratuitos e pagos podem ser distribuídos através da Microsoft Store, com apps pagos custando de US$0.99 até $999.99. Como outras plataformas similares, tais como a Mac App Store e o Google Play, a Microsoft Store é auditada e os aplicativos deve ser certificado para compatibilidade e conteúdo. Com todas as vendas de aplicativos, a Microsoft leva 30% do preço de venda. Antes de 1º de janeiro de 2015, o corte foi reduzido para 20% depois que os lucros do desenvolvedor chegaram a US$ 25.000.

## História

### Precursor
Anteriormente a Windows Store era conhecida como Windows Marketplace, o que permitia aos consumidores a aquisição de softwares on-line e fazer o download para o seu computador, mas somente sistemas operacionais com chave de produtos originais podiam realizar o download novamente caso o software tenha sido apagado por descuido. O Windows Marketplace foi descontinuada em novembro de 2008.

### Windows Server
A Windows Store está disponível no Windows Server 2012, mas não está instalada por padrão.

### Windows 8
Em 13 de setembro de 2011, a Microsoft anunciou pela primeira vez que a próxima versão do Windows iria incluir o seu próprio serviço de distribuição digital, a Windows Store, em sua apresentação durante a Build 2011. Mais detalhes foram anunciados durante a conferência, revelou que a loja seria capaz de manter listas para ambos os aplicativos do Windows certificados, e no Modern UI, um novo tipo de aplicação otimizada principalmente para o uso em dispositivos touchscreen com Windows 8 e Windows RT. Para versões orientadas para o consumidor do Windows 8, a Windows Store pretende ser a única maneira de se obter apps. Embora anunciado juntamente com o lançamento "Developer Preview" do Windows 8, a Windows Store em si ainda não estava disponível em uma forma utilizável até a "Consumer Preview", lançado em fevereiro de 2012.

### Windows 8.1
Uma versão atualizada da Windows Store é introduzida pela atualização do Windows 8.1. Sua página na internet foi remodelada para exibir aplicativos em categorias focadas (como populares, recomendados, as melhores apps gratuitos e pagos e ofertas especiais) com detalhes ampliados, enquanto a capacidade para aplicativos atualizarem automaticamente também foi adicionado.

### Windows 10
A Microsoft Store no Windows 10 serve como uma loja unificada em todas, oferecendo aplicativos como o Groove Music (anteriormente Xbox Music) e o Microsoft Movies & TV (anteriormente Xbox Video).
Aplicativos da Web e software de desktop (usando Win32 ou .NET Framework) podem ser empacotados para distribuição na Microsoft Store. O software de desktop distribuído através da Microsoft Store será empacotado usando o sistema App-V para permitir o uso na loja.

## Quantidade de aplicativos
Esta tabela mostra a quantidade de aplicativos disponibilizados na loja a cada mês, de acordo com o site MetroStore Scanner.
| Ano  | Mês       | Aplicativos disponíveis |
| ---- | --------- | ----------------------- |
| 2012 | Novembro  | 24,000 +                |
| 2012 | Dezembro  | 35,000 +                |
| 2013 | Janeiro   | 40,000 +                |
| 2013 | Fevereiro | 44,000 +                |
| 2013 | Março     | 52,000 +                |
| 2013 | Abril     | 65,000 +                |
| 2013 | Maio      | 80,000 +                |
| 2013 | Junho     | 99,000 +                |
| 2013 | Julho     | 110,000 +               |
| 2013 | Agosto    | 114,000 +               |
| 2013 | Setembro  | 118,000 +               |
| 2013 | Outubro   | 124,000 +               |
| 2013 | Novembro  | 130,000 +               |
| 2013 | Dezembro  | 142,000 +               |
| 2014 | Janeiro   | 146,000 +               |
| 2014 | Fevereiro | 146,700 +               |
| 2014 | Março     | 152,000 +               |
| 2014 | Abril     | 157,000 +               |
| 2014 | Maio      | 164,000 +               |
| 2014 | Junho     | 167,000 +               |
| 2014 | Julho     | 170,000 +               |
| 2016 | Dezembro  | 669.000 +               |

## Detalhes
A Windows Store é o principal meio de distribuição de aplicativos para os usuários, a razão oficial é para permitir que a Microsoft para monitorar aplicativos em busca de falhas de segurança e malwares. Aplicativos disponibilizados na Windows Store podem ser instalados através de outros meios, sem ser necessário entrar no aplicativo oficial da loja, mas pelo departamento de TI de uma organização. A Microsoft retira uma taxa 30% das vendas de aplicativos pagos, quando a receita chegar a US$ 25,000, a taxa passa a ser de 20%. Transações de terceiros também são permitidos, mas a Microsoft não cobra taxas. Desenvolvedores individuais são capazes de publicar aplicativos na loja mediante uma inscrição paga no valor de US$ 19, para empresas a taxa de inscrição custa US$ 99.
Desenvolvedores de 120 países podem publicar aplicativos na Windows Store.

## Proibições
Da mesma forma que a Windows Phone Store, a Windows Store é regulada pela Microsoft. Os aplicativos devem obter a aprovação da Microsoft antes de seu aplicativo ficar disponível na loja. Aplicativos proibidos incluem aqueles que:
1. Conter qualquer conteúdo adulto (ou seja, conteúdos classificados como "apenas para adultos" ou equivalentes);
2. Discriminação, ódio ou violência com base na participação em um grupo social, racial, étnica, nacional, linguística, religiosa ou outra particular, com base no sexo de uma pessoa, idade ou orientação sexual;
3. Conter conteúdo ou funcionalidade que incentiva, facilita ou exaltam atividade ilegal;
4. Conter ou exibir conteúdo considerado ser obsceno;
5. Conteúdo difamatório, calunioso, insultuosa ou ameaçador;
6. Incentivar, facilitar ou exaltar o uso excessivo ou irresponsável de produtos como: álcool, tabaco, drogas ou armas;
7. Incentivar, facilitar ou exaltar violência extrema ou gratuita, violações dos direitos humanos ou a criação e utilização de armas contra uma pessoa ou animal no mundo real;
8. Conter palavrões.

A Microsoft reserva o direito de desativar e / ou remover remotamente aplicativos dos sistemas dos usuários, por razões de segurança ou legais, no caso de aplicativos pagos, serão realizados reembolsos caso isso venha a ocorrer.
A Microsoft, enfrentou inicialmente críticas por remover aplicativos com classificação PEGI "18" da Windows Store na Europa, como os críticos observaram que uma série de jogos com classificação "18", foram classificados como "Mature" pela ESRB (tornando a regra mais rigorosa do que o pretendido). As diretrizes foram alteradas em dezembro de 2012 para corrigir esta anomalia.

## Ferramentas para desenvolvedores
A Windows Store oferece ferramentas para monitoramento de aplicativos na loja. Pode-se acompanhar os downloads realizados pelos usuários, finanças, falhas, taxa de adopção e classificações.